# Варениці
Варе́ниці (рос. Вареницы) — присілок у складі Слободського району Кіровської області, Росія. Входить до складу Карінського сільського поселення.
Населення становить 2 особи (2010, 6 у 2002).
Національний склад станом на 2002 рік — росіяни 83 %.